# Threesome (Fernsehserie)
Threesome (englische Bezeichnung für Flotter Dreier) ist eine Britcom, die von 2011 bis 2012 produziert wurde. Die Idee zu der Serie stammt von Tom MacRae, einem Drehbuchautor und Dramatiker, der die Skripte der meisten Folgen verfasste. Die Serie ist das erste Comedy-Programm, das vom britischen Comedy Central selbst in Auftrag gegeben wurde.
Die erste Staffel besteht aus sieben Folgen und lief von Oktober bis November 2011. Im Februar 2012 verlängerte Comedy Central die Serie um eine weitere Staffel, die ebenfalls aus sieben Folgen besteht und im Oktober beziehungsweise November 2012 erstmals im Fernsehen gezeigt wurde. Die deutsche Erstausstrahlung der Serie fand im Februar und März 2018 auf dem ARD-Ableger One statt.

## Handlung
Die 29-jährige Alice Heston lebt zusammen mit ihrem Verlobten Mitch Ennis und ihrem besten Freund Richie Valentine, der homosexuell ist, in einer Wohnung. Der Lebensstil der drei ist gekennzeichnet von häufigen Partys und einer lockeren, unbesorgten Lebenseinstellung. Am 30. Geburtstag von Alice haben die Freunde nach einer ausschweifenden Feier unter Alkoholeinfluss einen ungeplanten Dreier. Einige Tage später stellt Alice fest, dass sie schwanger ist. Es ist nicht klar, ob Mitch oder Richie der Vater ist.
Alice entscheidet sich gegen eine Abtreibung und will das Baby in einer Dreiecksbeziehung zusammen mit den beiden potenziellen Vätern großziehen. Am Ende der ersten Staffel kommt das Kind zur Welt und wird auf den Namen Lily Owen getauft. Das Mädchen erhält aufgrund der ungeklärten Vaterschaft den Doppel-Nachnamen Valentine-Ennis.

## Besetzung und Synchronisation
Die deutsche Synchronisation entstand bei der artaudio in Köln.

### Hauptbesetzung
| Rolle            | Schauspieler  | Hauptrolle | Synchronsprecher        |
| ---------------- | ------------- | ---------- | ----------------------- |
| Alice Heston     | Amy Huberman  | 1.01–2.14  | Jenny Bischoff          |
| Mitch Ennis      | Stephen Wight | 1.01–2.14  | Lars Walther            |
| Richie Valentine | Emun Elliott  | 1.01–2.14  | Louis Friedemann Thiele |

### Nebenbesetzung
| Rolle           | Schauspieler   | Nebenrolle                   | Synchronsprecher |
| --------------- | -------------- | ---------------------------- | ---------------- |
| Lorraine Heston | Pauline McLynn | 1.02, 1.06, 1.07, 2.05, 2.07 |                  |
| Sue Ennis       | Paddy Navin    | 1.06, 1.07                   | Silke Haupt      |
| Jenny Rouse     | Joanna Roth    | 1.06, 1.07                   | Marion Mainka    |
| Dave            | Adam Garcia    | 1.03–1.05                    | Jan van Weyde    |

## Episodenliste

### Staffel 1
| Nr. (ges.) | Nr. (St.) | Deutscher Titel | Originaltitel     | Erstausstrahlung UK | Deutschsprachige Erstausstrahlung (D) | Regie                              | Drehbuch   |
| ---------- | --------- | --------------- | ----------------- | ------------------- | ------------------------------------- | ---------------------------------- | ---------- |
| 1          | 1         | Flotter Dreier  | Pregnant          | 17. Okt. 2011       | 1. Feb. 2018                          | Catherine Morshead, Ian Fitzgibbon | Tom MacRae |
| 2          | 2         | Keine Drogen    | Flat-Pack         | 17. Okt. 2011       | 1. Feb. 2018                          | Ian Fitzgibbon                     | Tom MacRae |
| 3          | 3         | Rabeneltern     | Builder           | 24. Okt. 2011       | 8. Feb. 2018                          | Ian Fitzgibbon                     | Tom MacRae |
| 4          | 4         | Vertrauen       | No Funds          | 31. Okt. 2011       | 8. Feb. 2018                          | Ian Fitzgibbon                     | Tom MacRae |
| 5          | 5         | Konkurrenz      | Boyfriends        | 7. Nov. 2011        | 15. Feb. 2018                         | Ian Fitzgibbon                     | Tom MacRae |
| 6          | 6         | Verwandlung     | It’s Not Cheating | 14. Nov. 2011       | 15. Feb. 2018                         | Ian Fitzgibbon                     | Tom MacRae |
| 7          | 7         | Endspurt        | Final Push Party  | 21. Nov. 2011       | 15. Feb. 2018                         | Ian Fitzgibbon                     | Tom MacRae |

### Staffel 2
| Nr. (ges.) | Nr. (St.) | Deutscher Titel      | Originaltitel  | Erstausstrahlung UK | Deutschsprachige Erstausstrahlung (D) | Regie          | Drehbuch                                |
| ---------- | --------- | -------------------- | -------------- | ------------------- | ------------------------------------- | -------------- | --------------------------------------- |
| 8          | 1         | Zurück in die Schule | Back to School | 1. Okt. 2012        | 1. März 2018                          | Ian Fitzgibbon | Tom Edge                                |
| 9          | 2         | Kontaktverbot        | Vacuum         | 8. Okt. 2012        | 1. März 2018                          | Ian Fitzgibbon | Amy Shindler, Beth Chalmers, Tom MacRae |
| 10         | 3         | Freundinnen          | Alice’s Friend | 15. Okt. 2012       | 1. März 2018                          | Ian Fitzgibbon | Tom Edge                                |
| 11         | 4         | Familienfoto         | Photograph     | 22. Okt. 2012       | 8. März 2018                          | Ian Fitzgibbon | Tom MacRae                              |
| 12         | 5         | Panikraum            | Future         | 29. Okt. 2012       | 8. März 2018                          | Ian Fitzgibbon | Tom MacRae                              |
| 13         | 6         | Tag der Wahrheit     | Dad            | 5. Nov. 2012        | 8. März 2018                          | Ian Fitzgibbon | Tom MacRae                              |
| 14         | 7         | Neuanfang            | I Don’t        | 12. Nov. 2012       | 8. März 2018                          | Ian Fitzgibbon | Tom MacRae                              |

## Rezeption
Die Serie erreichte in der Internet Movie Database basierend auf 1213 Bewertungen einen Durchschnittswert von 7,6 aus 10 Sternen (Stand: 14. Oktober 2019).